# Mahadevi Varma
Mahadevi Varma (Hindi: महादेवी वर्मा), född 26 mars 1907, död 11 september 1987, var en av de mest välkända moderna poeterna som skrev på hindi. Hon är också känd som "modern Meera". Hon var en stor poet av Chhayavaadgenerationen, en period av romanticism i modern hindipoesi. Hon vann Jnanpithpriset 1982.